# Distretto di Karėličy
Il distretto di Karėličy (in bielorusso Карэліцкі раён?) è un distretto (raën) della Bielorussia appartenente alla regione di Hrodna.